# الانتظار (مسلسل)
الانتظار مسلسل دراما اجتماعي سوري، عرض في رمضان عام 2006. حقق أعلى نسب مشاهدة بين المسلسلات المعروضة في موسمه الرمضاني (2006).[بحاجة لمصدر]

## القصة
تدور أحداث المسلسل حول إحدى الحارات الفقيرة، يسكن فيها شاب لقيط ولكنه يعمل دائمًا على مساعدة أهل حارته.

## الممثلون
- بسام كوسا - وائل
- أحمد اللبابيدي - رجا
- تاج حيدر - هند
- نسرين طافش - باسمة
- سلافة معمار - مروى
- يارا صبري - سميرة
- أيمن رضا - صابر
- عبير شمس الدين - زهيره
- قاسم ملحو - فاضل
- عمر حجو - أبو أسعد
- اندريه سكاف - غليص
- نضال سيجري - الشاويش
- تيم حسن - عبود
- رشا الزغبي - سنية
- أحمد الأحمد - بسام